# Shaimaa Sabbagh
Shaimaa Sabbagh ou Shaimaa al-Sabbagh (arabe : شيماء الصباغ), née en janvier 1984 et morte le 24 janvier 2015, est une poétesse et militante égyptienne. Elle est décédée place Tahrir lors d'une manifestation pour commémorer l'anniversaire du Printemps arabe,. 
Sabbagh était une membre éminente du parti de l'Alliance populaire socialiste. Elle est devenue par sa mort un symbole de la lutte contre les militaires égyptiens. 
Une photographie de la mort de Sabbagh a attiré l'attention internationale. Le photographe était Islam Osama, qui travaille pour le journal égyptien Youm El Sabea. Sa photo a reçu le Shawkan Photo Award en 2015. L'homme sur la photo qui a tenté d'aider Sabbagh était Sayyid Abu el-Ela, un ami également présent à la manifestation. 
Un policier a été reconnu coupable de l'avoir tuée. En 2015, la condamnation est cependant annulée,.